# 影≒光
『影≒光』（シャドウ・ライト）は、影名浅海による日本のライトノベル。イラストは植田亮が担当。第4回スーパーダッシュ小説新人賞佳作入選作。スーパーダッシュ文庫（集英社）より2005年9月から2013年11月まで刊行された。

## ストーリー
退魔の家系「星之宮」の姉・御影は才能溢れるが、弟の光輝は魔力を一切生成できず、父の高楼に蔑まされて育つ。そんな中、光輝は偶然出会った老魔術師に「精霊を視る能力」を認められ、独り海外に赴き精霊術を教わり、一年後帰国する。そして蔑まされた屈辱を返すために高楼に試合を申し込む。

## 登場人物

### 星之宮家
星之宮 光輝（ほしのみや こうき）
御影の双子の弟で陰陽術の才能（ひいては魔力を生成する能力が）ゼロの少年、陰陽術の才能が無く父の高楼に蔑まれて育ったが魔術師の老人（後述のオルト）に「精霊を視る能力」を認められ海外に赴き、一年後精霊術と気闘術を身につけ日本に帰国する。「チャネリング」(魂を繋げて会話できる連絡手段)で、いつも御影をからかっている。師匠のルーシーに憧れ髪を金色に染めている。精霊に愛された存在で力の構成が上手くなれば父親をも凌ぐとも言われる才能の持ち主である。シスコンで、ルーシーやほかの女性からの好意にも全く気が付いていない朴念仁。
星之宮 御影（ほしのみや みかげ）
光輝の双子の姉で弟と違い陰陽術に類い稀なる才能をみせる。その才は14歳にして一流の術者2人分の呪力を生成できるほど。欠点は寝起きが悪くいつも光輝のチャネリングによって起こされている（星之宮家には早朝訓練があるが、光輝が海外に行ってから遅刻記録の更新中）。直接会話するときは御影のほうが上手（演技派）。この世で一番光輝の事が好きだと自負している。それが理由でルーシーの光輝に対する感情をすぐに見抜きルーシーからの挑戦を余裕の態度で受ける。ブラコンで、ルーシーには勘付かれている。
星之宮 澪（ほしのみや みお）
御影と光輝の母、家の中で唯一御影と光輝を対等に扱った、普段はおっとりしているが仕事等のときは凛とし当主の妻らしい一面を見せ、唯一高楼に意見できる。
高校生の子供がいるとは思えないぐらい若く見える。
星之宮 高楼（ほしのみや こうろう）
星之宮家現当主、絶対的な力で家人から強い信頼を受けている。光輝を蔑んでいる。
ただしその理由は、息子が自分を超えて後を継ぐ事を強く期待していたのに息子に陰陽師の才が全くないので失望してしまったからであり、それと同時に息子が自分を憎む事により強くなろうとするならば嫌われ役を買って出ただけである。そしてそれは光輝の世話を焼く姉の御影がいるからであった。

### 紀詠家
紀詠 狭霧（きえい さぎり）
紀詠の次男、強い実力を持つため時雨から敵視される、力を驕らず家人と気安く接し人望を集めている。
紀詠 時雨（きえい しぐれ）
狭霧の兄、実力が拮抗する狭霧を敵視し当主の座を争う。狭霧とは反対で家人を無視し見下した目でみる。
紀詠 紅霞（きえい こうか）
狭霧の妹。兄達と同様に退魔の才能があるが治癒術と結界術しか習得していない少女、足手まといにならないように気闘術の修行をしている。狭霧を慕い、時雨を嫌う。
紀詠 晴一（きえい ）
紀詠家現当主。

### キャロル家
ルーシー・キャロル
一流の魔術師で光輝の師匠。光輝に戦闘技術をおしえている。見た者を魅了するような美しさだが怒ると怖く、いつも鈍い弟子に苛ついている。修行中は師匠と呼ばれているが修行以外のときに呼ばれるのを激しく嫌う。光輝に好意を抱いているが、当人が全く気が付かず姉ばかり気にしているので目に見えて嫉妬して光輝にあたる。姉の御影が来た時に宣戦布告する。
オルト・キャロル
ルーシーの祖父、光輝を日本から連れ出した魔術師で光輝に魔術の知識を教えている、修行中は教授と呼ばれているがルーシー同様修行以外のときは呼ばれるのを嫌う。
アンナ・キャロル
ルーシーの姉で長女。リタとはよく一緒に旅行に行っている。
リタ・キャロル
ルーシーの姉で次女。からかってばかりいるのでルーシーからは苦手意識を持たれている。警察官らしい。

### その他
魂喰之夜叉(こんじきのやしゃ)
星之宮によって代々封印されてきた妖魔、破敵剣『七星』の<星気>により封印されていたが『七星』が折れ封印が解ける。

## 用語
チャネリング
魂を繋げる通信手段、どんなに離れていても意図的に無視しないかぎり通じる、魂を繋げるので直接頭に聴こえ小言のように伝えたくない考えが伝わることもあり、通信中は互いの位置が分かる。

## 既刊一覧
- 影名浅海（著） / 植田亮（イラスト）、集英社〈スーパーダッシュ文庫〉、全7巻 
  1. 『影≒光 シャドウ・ライト』2005年9月22日発売[2]、ISBN 4-08-630259-4
  2. 『影≒光 シャドウ・ライト 英国編』2006年3月24日発売[3]、ISBN 4-08-630286-1
  3. 『影≒光 シャドウ・ライト 陰陽編』2006年7月25日発売[4]、ISBN 4-08-630309-4
  4. 『影≒光 シャドウ・ライト 激突編』2007年1月25日発売[5]、ISBN 978-4-08-630338-5
  5. 『影≒光 シャドウ・ライト 暴走編』2007年8月24日発売[6]、ISBN 978-4-08-630362-0
  6. 『影≒光 シャドウ・ライト 突破編』2010年12月25日発売[7]、ISBN 978-4-08-630583-9
  7. 『影≒光 シャドウ・ライト 駆動編』2013年11月22日発売[8]、ISBN 978-4-08630763-5